# Ayn al-Quzat Hamadani
Ayn-al-Qużāt Hamadānī, también deletreado como Ain-al Quzat Hamedani o ʿAyn-al Qudat Hamadhani (en persa: عین‌ القضات همدانی), y cuyo nombre completo era Abu'l-maʿālī ʿabdallāh Bin Abībakr Mohammad Mayānejī (en persa: ابوالمعالی عبدالله بن ابی‌بکر محمد میانجی) (1098-1131), fue un jurista, místico, filósofo, poeta y matemático persa, quién fue ejecutado a la edad de 33 años.

## Título
Ayn-al-Qużat en árabe significa "la perla de los jueces": Ayn significa el ojo, implicando algo muy valioso, y Qozat es el plural de Qadi, que significa ''juez''.

## Biografía
Ayn nació en Meyaneh (ubicado en la actual Irán) y sus antepasados habían sido jueces hamidinos. Fue discípulo del Ahmad Ghazali y devoto de Al-Hallaj. Se convirtió en un célebre ulema a temprana edad, y a los 30 años ya había sido elegido juez. Junto con Abu Hamed Al-Ghazali, es uno de los fundadores del sufismo. Según algunos registros, fue brevemente pupilo del matemático y astrónomo persa Omar Jayam. Tras regresar a su peregrinación, Jayam probablemente se estableció en Hamadán por un tiempo. Es posible que durante esa estadía se convirtió en tutor de un joven al-Quzat.: 351  Sin embargo, Aminrazavi (2007) cree que, dentro de las figuras que pudieron haber sido alumno de Jayam, al-Quzat es el menos probable, y afirma que su asociación es una ilusión para aquellos que les gusta ver a Jayam como un sufista.: 23  A diferencia de la mayoría de los sufíes que son respetados y venerados en sus comunidades, Ayn entró en conflicto con los gobernantes selyúcidas, y fue acusado de herejía y ejecutado, donde esto último de teoriza si fue crucificado o quemado vivo.: 70 
Ayn al-Quzat, junto con Mansur al-Hallaj y Shahab al-Din Suhrawardi, son conocidos como los tres mártires del sufismo.

## Obra
Entre las obras más importantes de Ayn al-Quzat se encuentran Tamhīdāt (Preludios) y Zubdat al-ḥaqāʾiq fī kašf al-ḵalāʾeq (La esencia de la verdad). Ambos libros son obras maestras de la literatura sufista y posee importancia mística y filosófica. Ayn citó algunos versos, aparentemente de su propio dialecto iraní (dónde se llama fahlavī; bayt-e pahlavī en una variante manuscrita).

## Poesía
Se dice que este famoso cuarteto es de su autoría:
| Idioma persa | Idioma español |
| --- | --- |
| ما مرگ وشهادت از خدا خواسته ايم وآن هم به سه چيزکم بهاخواسته ايم گردوست چنين کندکه ماخواسته ايم مـا آتـش و نفـت و بـوريا خــواسـته ايم | Deseo la muerte y el martirio de Dios Lo deseo bajo tres cosas de bajo precio Si el amigo (es decir, Dios) concede mi deseo Deseo fuego, aceite y paja. |

Este cuarteto hace referencia a su ejecución por orden del califa.